# Dieffenbachia leopoldii
Dieffenbachia leopoldii là một loài thực vật có hoa trong họ Ráy (Araceae). Loài này được W.Bull mô tả khoa học đầu tiên năm 1878.